# Perenzione
La perenzione è un istituto del processo amministrativo in base al quale se le parti non compiono alcun atto di procedura nel corso di un anno il processo si estingue. È previsto e disciplinato dagli artt. 81 ss. del codice del processo amministrativo.
La perenzione amministrativa è disciplinata al Titolo VI, precisamente agli articoli 81 e seguenti del Codice del processo amministrativo. La lettera della norma ha chiarezza lapidaria: “il ricorso si considera perento se nel corso di un anno non sia compiuto alcun atto di procedura”.
Il Legislatore amministrativo richiede che il privato che presenti il ricorso,  dimostri nel corso dello stesso di avere un interesse ancora attuale e concreto a pervenire alla decisione giurisdizionale, e ciò a pena dell’estinzione del processo medesimo. L’impulso di parte è, infatti, condizione necessitata a pena di estinzione processuale, in linea con la caratterizzazione del contenzioso amministrativo quale ‘processo squisitamente di parte’. La perenzione è dunque configurabile come la sanzione in cui incombe la parte inattiva: definire un processo perento significa ritenerlo estinto.

## Disciplina previgente

### Fondamento
La ragione dell'introduzione è da ricercare prima di tutto in una esigenza di riduzione del contenzioso, in quegli anni in crescita, e inoltre sulla base del fatto che in molti casi nella legislazione allora vigente l'impugnazione di un atto amministrativo ne comportava la sospensione per cui il protrarsi di tale situazione cozzava con evidenti ragioni di certezza giuridica.
La disciplina della perenzione è contenuta negli artt. 23 e 25 della legge T.A.R., nell'art 40 T.U. CDS e nell'art. 45 RD 642/1907.
Ai sensi dell'art 23 della legge T.A.R. «la discussione del ricorso deve essere richiesta dal ricorrente ovvero dall'amministrazione o da altra parte costituita con apposita istanza da presentarsi entro il termine massimo di due anni dal deposito del ricorso».
L'art. 25 dispone che «i ricorsi si considerano abbandonati se nel corso di due anni non sia compiuto alcun atto di procedura». Attenzione: con la riforma del processo amministrativo il termine di perenzione è stato di ridotto ad 1 anno (art. 81 del D.lgs 104/10)
L'armonizzazione tra le due norme conferma un orientamento secondo cui la presentazione della domanda di fissazione di udienza sposta sul giudice l'iniziativa processuale, sicché, salvo che la causa sia giunta all'udienza di discussione, la domanda non deve essere rinnovata dalla parte ogni due anni e la perenzione è impedita per tutto il tempo in cui l'iniziativa spetta al giudice.
L'articolo 25 trova dunque applicazione nei casi in cui, esauriti gli effetti della domanda di fissazione d'udienza (ad esempio per la revoca della domanda stessa o per la cancellazione della causa dal ruolo) l'onere di impulso sia tornato alle parti i quali per evitare la perenzione dovranno porre in essere qualsiasi atto di procedura, posto che ovviamente per ottenere una nuova fissazione d'udienza dovranno presentare l'apposita domanda.
Per contro la perenzione opera se nel termine di due anni dal deposito del ricorso la parte non presenta la domanda di fissazione di udienza indipendentemente dal fatto che siano compiuti altri atti di procedura. Anche la domanda volta ad ottenere la misura cautelare non vale a impedire la perenzione. In tali casi il ricorso diventa improcedibile. Alle ipotesi viste deve essere aggiunto il caso in cui si ha perenzione per mancata rinnovazione della domanda di fissazione d'udienza dopo l'espletamento dell'attività istruttoria.
Ci si è chiesti a quale tipo di attività istruttorie debba farsi riferimento, se all'istruttoria collegiale o anche all'istruttoria presidenziale.
Sicuramente dopo l'istruttoria collegiale l'istanza di fissazione d'udienza deve essere ripresentata, infatti con la fissazione dell'udienza, in seguito alla quale il collegio provvede all'istruttoria, l'originaria istanza di fissazione d'udienza ha perso efficacia avendo raggiunto il suo effetto. Diversa è la valutazione allorché l'istruttoria sia avvenuta con provvedimento presidenziale in questo caso infatti occorre distinguere:
1) Se il provvedimento presidenziale è intervenuto prima della fissazione dell'udienza di discussione del ricorso, si deve ritenere che l'originaria istanza di fissazione dell'udienza abbia mantenuto comunque la sua validità non avendo conseguito l'effetto sperato. In questo caso perciò il compimento dell'istruttoria a seguito dell'ordinanza che la dispone non comporta la necessità di rinnovare l'istanza di fissazione dell'udienza.
2) Se invece l'istruttoria presidenziale ha avuto luogo dopo la fissazione dell'udienza e se l'udienza già fissata non si è tenuta in quanto la causa è stata cancellata dal ruolo su istanza delle parti, per ottenere una nuova udienza di discussione sarà necessaria una nuova istanza.
Comunque sia la problematica relativa alla perenzione è stata risolta dalla legge 205 del 2000 per cui non è necessario, come dice l'articolo 23, 6º comma, rinnovare l'istanza di fissazione d'udienza in quanto è lo stesso organo giurisdizionale incaricato dell'istruttoria a dover provvedere alla fissazione dell'udienza. Così l'articolo 23 della legge Tar sul punto si ritiene implicitamente abrogato.

### Decisione in forma semplificata
La legge 205/2000, recentemente modificata dal decreto legge 112/2008, poi convertito in legge ordinaria, prevede che, nel caso in cui ravvisino la manifesta fondatezza ovvero la manifesta irricevibilità, inammissibilità, improcedibilità o infondatezza del ricorso, il tribunale amministrativo regionale e il Consiglio di Stato decidono con sentenza succintamente motivata. La motivazione della sentenza può consistere in un sintetico riferimento al punto di fatto o di diritto ritenuto risolutivo, ovvero, se del caso, ad un precedente conforme. In ogni caso, il giudice provvede anche sulle spese di giudizio, applicando le norme del codice di procedura civile.
La decisione in forma semplificata è assunta, nel rispetto della completezza del contraddittorio, nella camera di consiglio fissata per l'esame dell'istanza cautelare ovvero fissata d'ufficio a seguito dell'esame istruttorio previsto dal secondo comma dell'articolo 44 del testo unico delle leggi sul Consiglio di Stato, approvato con regio decreto 26 giugno 1924, n. 1054, e successive modificazioni.
Le decisioni in forma semplificata sono soggette alle medesime forme di impugnazione previste per le sentenze.

### Perenzione quinquennale
A cura della segreteria è notificato alle parti costituite, dopo il decorso di cinque anni dalla data di deposito dei ricorsi, apposito avviso in virtù del quale è fatto onere alle parti ricorrenti di presentare nuova istanza di fissazione dell'udienza con la firma delle parti entro sei mesi dalla data di notifica dell'avviso medesimo. I ricorsi per i quali non sia stata presentata nuova domanda di fissazione vengono, dopo il decorso infruttuoso del termine assegnato, dichiarati perenti con le modalità di cui all'ultimo comma dell'articolo 26 della legge 6 dicembre 1971, n. 1034.
Le disposizioni concernenti le decisioni in forma semplificata e la perenzione dei ricorsi ultradecennali, previste nei commi 1 e 2, si applicano anche ai giudizi innanzi alla Corte dei conti in materia di ricorsi pensionistici, civili, militari e di guerra.
| Controllo di autorità | Thesaurus BNCF 44388 |